# Dmitry Belyayev (zoólogo)
Dmitry Konstantinovich Belyayev (russo: Дми́трий Константи́нович Беля́ев, 17 de julho de 1917 - 14 de novembro de 1985) foi um geneticista e acadêmico russo que atuou como diretor do Instituto de Citologia e Genética (IC&G) da Academia de Ciências da União Soviética (IC&G) em Novosibirsk, de 1959 a 1985. Seu esforço de décadas para criar raposas prateadas domesticadas foi descrito pelo The New York Times como "talvez o experimento de criação mais extraordinário já realizado". Um artigo de 2010 na revista Scientific American afirmou que Belyayev “pode ser o homem mais responsável por nossa compreensão do processo pelo qual os lobos foram domesticados para virar nossos companheiros caninos”.
Começando na década de 1950, a fim de descobrir a base genética dos atributos comportamentais e fisiológicos distintos dos animais domésticos, Belyayev e sua equipe passaram décadas criando raposas-prateadas (Vulpes vulpes) e selecionando para reprodução apenas aqueles indivíduos em cada geração que apresentavam menos medo dos humanos. Depois de várias gerações de reprodução controlada, a maioria das raposas prateadas não demonstrava mais medo de humanos e freqüentemente abanava o rabo e lambia seus cuidadores humanos para mostrar afeto. Eles também começaram a exibir casacos manchados, orelhas caídas, rabos enrolados, bem como outros atributos físicos frequentemente encontrados em animais domesticados, confirmando assim a hipótese de Belyayev de que tanto os traços comportamentais quanto físicos de animais domesticados podem ser atribuídos a "uma coleção de genes que conferia uma tendência à mansidão - um genótipo que as raposas talvez compartilhassem com qualquer espécie que pudesse ser domesticada".
Os experimentos de Belyayev foram o resultado de um rebaixamento politicamente motivado, em resposta ao seu desafio às agora desacreditadas teorias não-mendelianas de Trofim Lysenko, que eram politicamente aceitas na União Soviética na época. Desde então, Belyayev foi justificado nos últimos anos pelas principais revistas científicas e pelo estabelecimento soviético como uma figura pioneira na genética moderna.

## Infância e educação
Belyayev nasceu em 17 de julho de 1917, em Protasovo, uma cidade na província russa de Kostroma. Ele era o quarto e mais novo filho de sua família. Seu pai, Konstantin Pavlovich, era padre. Seu irmão Nikolai, 18 anos mais velho, era um geneticista proeminente que trabalhou com Sergei Chetverikov (1880–1959), um pioneiro da genética populacional.

## Início de carreira
Em 1944, Belyayev se formou no Instituto de Agricultura de Ivanovo e começou a trabalhar no Departamento de Criação de Animais de Peles do Laboratório Central de Pesquisa em Moscou, que era afiliado ao Ministério do Comércio Exterior. Em 1941, ele foi convocado para o exército, foi ferido e recebeu várias condecorações militares. Ele então retomou o trabalho no laboratório.
Apesar da perseguição aos adeptos do darwinismo e da genética mendeliana, Belyayev escreveu uma dissertação sobre "A variação e herança da pele prateada em raposas prata-negras" e continuou a se apegar à seu interesse na evolução e na genética mendeliana. Ainda assim, para ficar seguro, ele disfarçou sua pesquisa genética como estudos de fisiologia animal. No entanto, seu conhecido interesse por genética levou, em 1948, à sua demissão de seu cargo de chefe do Departamento de Criação de Animais de Peles.
Após a morte de Stalin em 1953, a perseguição soviética aos geneticistas começou a diminuir. De 1958 até o fim de sua vida, Belyayev trabalhou para a Divisão Siberiana da Academia de Ciências da URSS, que ajudou a fundar. Em 1963, ele se tornou Diretor do Instituto de Citologia e Genética (IC&G) em Novosibirsk, e ocupou esse cargo até sua morte. Sob sua liderança, de acordo com uma fonte, "o instituto se tornou um centro de pesquisa básica e aplicada tanto em genética clássica quanto em genética molecular moderna". Ele foi nomeado acadêmico em 1973.

## Experimento com raposas

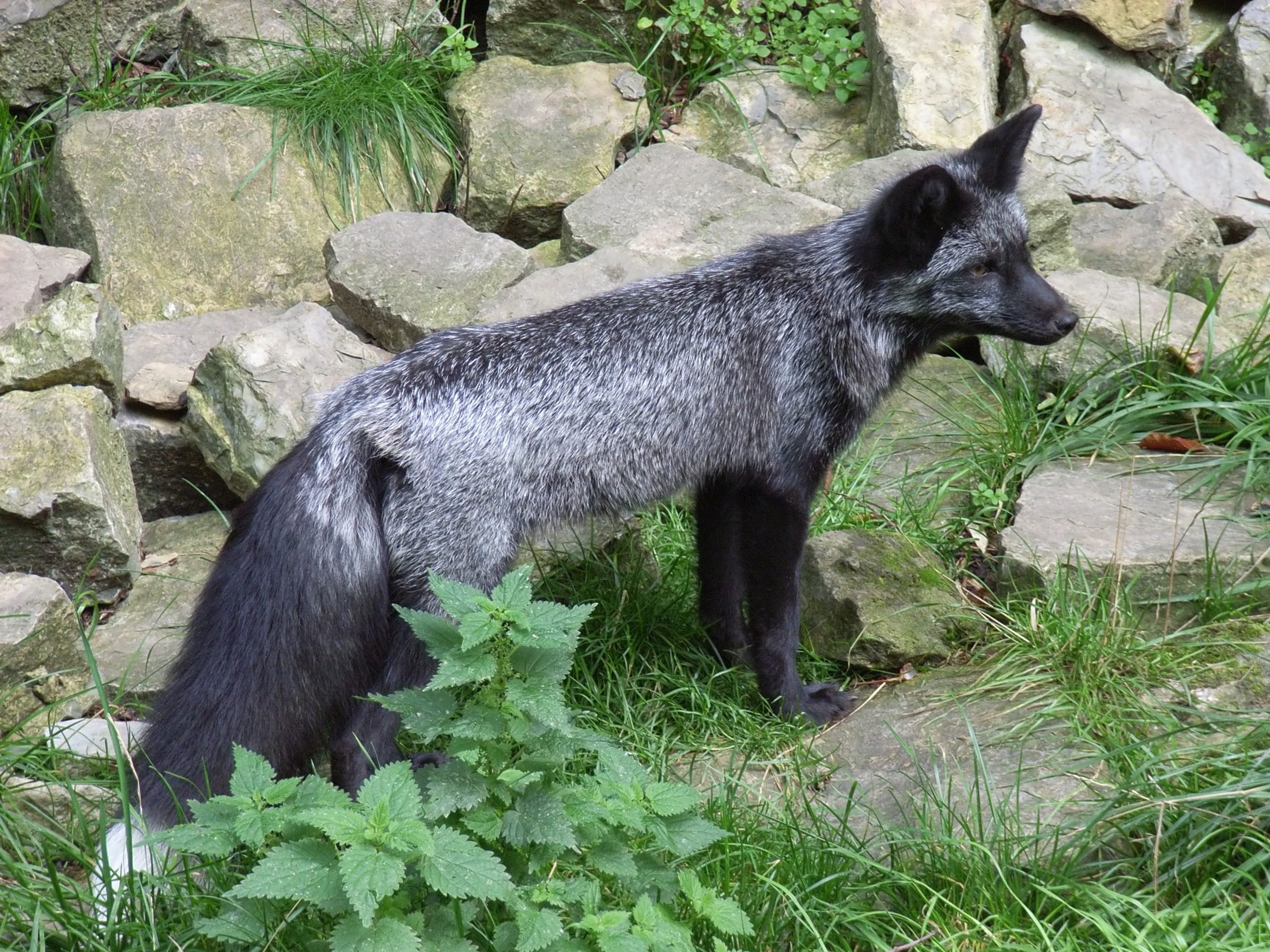
Raposa prateada domesticada

A raposa prateada domesticada é uma forma da raposa prateada que foi domesticada - até certo ponto - em condições de laboratório. A raposa prateada é uma forma melanística da raposa vermelha selvagem. As raposas prateadas domesticadas são o resultado de um experimento elaborado para demonstrar o poder da reprodução seletiva para transformar espécies, como descrito por Charles Darwin em A Origem das Espécies. O experimento explorou se a seleção pelo comportamento em vez da morfologia pode ter sido o processo que produziu os cães dos lobos, registrando as mudanças nas raposas quando em cada geração apenas as raposas mais dóceis podiam procriar. Muitas das raposas descendentes tornaram-se mais dóceis e mais parecidas com cães em sua morfologia, incluindo a exibição de pêlo mosqueado ou manchado.
Em 2019, uma equipe de pesquisa internacional questionou algumas das conclusões que eles sugeriram terem sido extraídas abusivamente desse famoso experimento (às vezes pela cultura popular em vez dos próprios cientistas russos), especialmente com relação à síndrome de domesticação, enquanto permanece "um recurso para investigação da genômica e da biologia do comportamento", dada a origem da população de raposas usada em uma fazenda de peles canadense, onde algumas características podem ter sido pré-selecionadas.

## Morte
Belyayev morreu de câncer em 1985. Após sua morte, seu experimento foi continuado por sua assistente Lyudmila Trut, que chamou atenção internacional com um artigo científico em 1999.
Está sepultado no Cemitério Yuzhnoye (Novosibirsk).